# Qian Xuantong
Xuantong Qian (en xinès tradicional: 錢玄同: en xinès simplificat: 钱玄同; en pinyin: Qián Xuántóng) (Huzhou, Zhejiang, 1887 - 17 de gener de 1939) va ser un lingüista i esperantista xinès.

## Biografia
Xuantong Qian va estudiar filologia xinesa tradicional. Després de rebre la seva educació universitària al Japó, va ser professor a la Xina. Va ser alumne de Zhang Binglin. Com a filòleg, va ser el primer a reconstruir el sistema vocàlic del xinès antic a IPA.
Amic de Lu Xun, Qian va ser una figura clau al moviment del Quatre de Maig. Va promoure l'abolició del xinès clàssic, promovent juntament amb Liu Bannong el xinès vernacle, atacant escriptors clàssics com Lin Shu. També va ser un ferm defensor de l'esperanto, que fins i tot va proposar com a substitut del xinès. I és també conegut per la seva feina sobre l'estandardització dels caràcters xinesos simplificats i el disseny del pinyin. Juntament amb Gu Jiegang, va ser un dels dirigents de l'Escola Yigupai.
El seu fill Sanqiang Qian va ser un físic nuclear que va contribuir al desenvolupament d'armes nuclears a la Xina.